# Andreas Weixler
Andreas Weixler (* 19. Februar 1963 in Graz) ist ein österreichischer Komponist und Medienkünstler für zeitgenössische Musik, Computermusik, jazzverwandte Musik, Tanzperformance und zeitgenössische Theatermusik.

## Leben
Andreas Weixler studierte ab dem Jahr 1985 an der Universität für Musik und darstellende Kunst Graz Komposition bei Andrzej Dobrowolski, Beat Furrer sowie Younghi Pagh-Paan und legte im Jahr 1995 bei Beat Furrer sein Diplom in Komposition ebenda ab. Im folgenden Jahr absolvierte er einen Studien- und Produktionsaufenthalt in Großbritannien an der University of Birmingham bei Jonty Harrison sowie an der University of East Anglia, Norwich bei Simon Waters. Im Jahr 1997 erfolgte seine Sponsion zum Mag. art. bei Otto Kolleritsch an der Universität für Musik und darstellende Kunst Graz. Im Jahr 1999 folgte ein Studien- und Produktionsaufenthalt an der Universität Sheffield bei Adrian Moore sowie ein Forschungsaufenthalt in Computermusik, audiovisueller Interaktivität und Medienkunst an der Nagoya City University (Japan), bei Mikako Mizuno.
Im Jahr 1981 gründete Weixler in Graz das Atelier Avant Austria, ein Studio für zeitgenössische Komposition und Computerkunst und realisierte bis zum Jahr 1988 zahlreiche Musikprojekte und Gruppen, u. a. „Jacques-Prévert-Vertonung“, Dementia praecox, Eliot Biss & die Unerhörten und Anchrax. In den Jahren von 1992 bis 1999 im Vorstand und Obman des Vereins die ander saite sowie Redakteur der Publikationsreihe „Beiträge zur Elektronischen Musik“. Zudem hatte er einen Lehrauftrag am Institut für Elektronische Musik der Universität für Musik und darstellende Kunst Graz.
Gemeinsam mit Se-Lien Chuang betreibt er seit 1996 die Künstlergruppe Atelier Avant Austria.
Seine Konzepte führten zu Einladungen für Konzerte und Vorträge in Europa, Asien, Australien, Nord- und Südamerika mit mehr als 200 Kompositionen in 24 Ländern. Derzeit spezialisiert sich Andreas Weixler in Improvisation mit live Elektronik.
Als Performer spielt Andreas Weixler E-Gitarre in zeitgenössischen Stil mit Auftritten in Österreich, Japan, Australien, Kroatien, Slowenien, Dänemark, Norwegen, Frankreich, Portugal, New York, Ohio und neuerdings - online.
Von 2003 bis 2004 hatte Weixler eine Gastprofessur am Applied Music Department des Taipeh National College of the Art. Seit seiner Rückkehr im Jahr 2004 ist er als Lehrbeauftragter am Institut für Medien in den Fächern zeitbasierte Medien, audiovisuelle Gestaltung, interface cultures, intermediale und transmediale Strategie tätig.
Seit 2018 unterrichtet er als Senior lecturer an der Universität für Musik und darstellende Kunst in Wien, ist seit 2011 a.o. Universitätsprofessor für Komposition und Computermusik an der Anton Bruckner Privatuniversität (vormals Konservatorium dort tätig seit 1997) und seit 2008 Leiter des Computer Music Studios CMS und Initiator des 2015 eröffneten Sonic Lab, intermedialer Mehrkanal-Computermusik-Konzertsaal ebenda.

## Auszeichnungen (Auswahl)
- 1979: Österreichischer Jugendpreis, Anerkennungspreis für die Trilogie „Fensterträume“[2]
- 1993: Kunstförderungspreis für Musik der Stadt Graz[2]
- 1996: Staatstipendium für Komposition der Republik Österreich[2]
- 2000 Japan Foundation Fellowship Program[2]
- 2018: Regional Award für Europa der International Computer Music Association ICMA[3] gemeinsam mit Se-Lien Chuang
- 2025 AM.ICAD Music & Concert Award bei Audio Mostly & ICAD Joint Conference, Coimbra, Portugal für Tonspur: I'm Telling You the Truth interaktive audiovisuelle Comprovisation für MCSS (Marble Ceramic Scenic Score)[4] gemeinsam mit Se-Lien Chuang

## Werke (Auswahl)

### Ensemblemusik
- Ganz spezielle Nüsse diese Tritonüsse – Jazzkomposition, Septett für Altsaxophon, Trompete, Schlagzeug, Gitarre, Violine, Elektrische Bassgitarre und Keyboard mit Solostimme (1984)[5]
- Atelier Avant – Septett für Altsaxophon, Trompete, Schlagzeug, Gitarre, Violine, Elektrische Bassgitarre und Keyboard mit Solostimme (1984)[5]
- Gemischte Gefühle – Septett für Altsaxophon, Trompete, Schlagzeug, Gitarre, Violine, Elektrische Bassgitarre und Keyboard mit Solostimme (1984)[5]
- Das Thema von der guten Fee – Septett für Altsaxophon, Trompete, Schlagzeug, Gitarre, Violine, Elektrische Bassgitarre und Keyboard mit Solostimme (1984–1986)[5]
- I want to find out today – Quartett für Schlagzeug, Gitarre, Klavier und Elektrische Bassgitarre (1986)[5]
- Die Unken gehen heute baden – Oktett für Altsaxophon, Trompete, Flügelhorn, Schlagzeug, Violine, Elektrische Gitarre, Elektrische Bassgitarre und Keyboard mit Solostimme (1986)[5]
- Stück in Quartenhexachorden für Kla4 und Querflöte – Duo für Flöte und Klavier (1989)[5]
- UI-RO – (Beruhigung) Duo für Klavier vierhändig (1991)[5]
- Dasselbe – Eine Verwebung – Quartett für Vibraphon, Akkordeon, Violine und Violoncello mit weiblicher Solostimme (1991)[5]
- Idem part II – Quartett für Vibraphon, Akkordeon, Violine und Violoncello mit weiblicher Solostimme (1991)[5]
- Idem IV – Sextett für Flöte, Klarinette, Perkussion, Klavier, Violine und Violoncello (1992)[5]
- Idem III – Sextett für Flöte, Klarinette, Perkussion, Klavier, Violine und Violoncello (1992)[5]
- Idem I – Quartett für vier Perkussions (1992)[5]
- Idem II – Quartett für vier Perkussions (1992)[5]
- Paravant – Quintett für zwei Violinen, Klavier, Viola und Violoncello mit Vokalquartett Sopran, Alt, Tenor und Bass (1994)[5]
- Fragmente für Streichquartett – für zwei Violinen, Viola und Violoncello (1994)[5]
- Wider-Wieder – Quintett für vier Posaunen und Marimbaphon (1996)[5]
- Die gepflückte Lotus – Kammerorchester und Elektronik (1997)[5]
- Zerbrochene Schalen 2 – Vertrauen – Trio für Klarinette, Klavier (arco-Klavier) und Viola (1998)[5]
- Zerbrochene Schalen 1 – Geborgenheit – Quintett für Marimbaphon, Klavier (arco-Klavier), Violine, Viola und Violoncello (1998)[5]
- In der Zeit des Blühens – algorithmische Komposition für chinesisches Instrumentalensemble (2000)[5]
- Dissonanz 1a – Oktett für Flöte, Bassklarinette, Marimbaphon, Klavier, Violine, Viola, Violoncello und Kontrabass (2007)[5]
- Nazli Yarim – Quartett für Flöte, Violine, Viola und Kontrabass (2008)[5]
- Der Wunsch zu horchen – Rezitativ, Duo für Violine und Viola mit Solostimme nach Texten von Chuang Se-Lien (2008)[5]
- Ashley Ave STRQ – Quartett für zwei Violinen, Viola und Violoncello (2010)[5]
- The kiss of Life – pulsare Komposition für Idiophone, Trio für drei Perkussions (2010)[5]
- Idem eadem pro duo – minimal music for 2 bass clarinets (2012)[5]
- Idem 4 Hammer – minimal music für Trio Oboe, Klavier und Violoncello (2012)[5]
- Blech das – Idem aeneum – Sextett für zwei Trompeten, Horn, Posaune und Tuba (2013)[5]
- Ashley’s Soundfield – algorithmische Komposition für Septett Flöte, Fagott, Saxophon, Violine, Violoncello und Kontrabass (2014)[5]

### Elektronische Musik
- Ex per IM – Atari Computer, Dx7, Tr 505, Ibanez-Delay (1990)[5]
- Scene Missing (1991–1992)[5]
- Methabl 2.5 (1992)[5]
- CR-Ferenz/taio suru – 1. Version: für 4 Lautsprechergruppen (ADAT - Band) 2. Version: Tonbandstück stereo (DAT)Dauer (1994)[5]
- Plate du Jour – Computerkomposition auf ADAT-Band, algorithmische Komposition, Mehrkanaltechnik, Musik im Raum (1996)[5]
- Jade for orchestra on tape – Computerkomposition auf DAT-Band (1996)[5]
- Glas Seele – Computerkomposition auf ADAT-Band, algorithmische Komposition, Mehrkanaltechnik, Musik im Raum (1996)[5]
- Ganz Gemein – Hardware: Ensoniq Digital Workstation EPS 16+, Powerbook 150, div., Software: Max für Mac, longy by aw (1996)[5]
- O.zon – interactive Komposition für Klavier solo, Mehrkanaltechnik, Musik im Raum (1997)[5]
- the cat and the mouse – Interaktive Echt-Zeit Computermusik für E-Gitarre, Klavier & Live-Elektronik (1998)[5]
- Sonic Satie – interaktives Werk für Klavier, Disklavier und Computer, in Zusammenarbeit mit Chuang Se-Lien (1999)[5]
- Der letzte Wassermann – 4 Kanal Computerkomposition mit live-arco Klavier (1999)[5]
- a crush on You – interaktives Werk für Yan-Zin und Computer, in Zusammenarbeit mit Chuang Se-Lien (1999–2002)[5]
- Das Glück des Galeerensklaven – Echtzeit Prozessing für Violoncello und Stimme (2002)[5]
- für Pi – elektroakustische Komposition für 8-Kanal-Lautsprechersystem (2004–2005)[5]
- Quod erat... – Elektronische Musik für Fagott und Elektronik (ad Elektronik: Mehrkanal Grunularsynthese) (2007)[5]
- LITTLE UNIVERSE – Improvisation by instructions of an interactive score (2008)[5]
- in divi duell – für zwei Kontrafagotte (ad Kontrafagott: erweitert) und Elektronik (ad Elektronik: Mehrkanal-Echtzeitprozesse) (2009)[5]
- I score – iScore for Jim faculty tour (2011)[5]
- Catch the Beatles Catch the Cage – für 6 Toy Pianos, 6 iContuctors und interaktive iGing - Videoprojektion, in Zusammenarbeit mit Chuang Se-Lien (2012)[5]

### Improvisierte Musik
- Sound Barrier – Eine Schallmauer – Komposition, Interaktion, Improvisation, Computer controlled electronic devices, in Zusammenarbeit mit Adelhard Roidinger (1996)[5]
- Seoul-Lightingale – interaktive audiovisuelle Improvisation für traditionelle koreanische Instrumente (2003)[5]
- Nite in Gale – interaktive audiovisuelle Improvisation (2004)[5]
- Erinnerung in jedem Laut – interaktive audiovisuelle Instrumentalkomposition, in Zusammenarbeit mit Chuang Se-Lien (2004)[5]
- interlude for Pi and for Io – interaktive audiovisuelle Improvisation, in Zusammenarbeit mit Chuang Se-Lien (2005)[5]
- Doppelkonzert – Erinnerung in jedem Laut / interlude for Pi and for Io – interaktive audiovisuelle Instrumentalkomposition / Improvisation, in Zusammenarbeit mit Chuang Se-Lien (2005)[5]
- Rooming 2 – Ensemble-Improvisation, in Zusammenarbeit mit Chuang Se-Lien und Josef Novotny (2005)[5]
- Das Kichern der silbernen Flöte – interaktive audiovisuelle Komposition / Improvisation, in Zusammenarbeit mit Chuang Se-Lien (2006)[5]
- Audiovisuelle Echtzeit Prozesse und spontanes Komponieren im Ensemble – interaktive audiovisuelle Komposition / Improvisation, in Zusammenarbeit mit Chuang Se-Lien (2006)[5]
- for Reynolds – interaktive audiovisuelle Improvisation für Violine und Computer System, in Zusammenarbeit mit Chuang Se-Lien (2007)[5]
- I always whisper to them – audiovisuelle Echtzeit-Interaktion, in Zusammenarbeit mit Chuang Se-Lien (2008)[5]
- I am from the universe and you know what it’s worth – irische traditionelle und zeitgenössische Instrumente mit Bassblockflöte solo, in Zusammenarbeit mit Chuang Se-Lien (2008)[5]
- SpectraSonic VNM – audiovisuelle Interaktion – zeitgenössisches Improvisationskonzept mit algorithmischer Elektronik und Videoprojektion, in Zusammenarbeit mit Chuang Se-Lien (2009)[5]
- Fügung – audiovisuelle Interaktion mit 3 Klavieren – zeitgenössisches Improvisationskonzept mit algorithmischer Elektronik und Videoprojektion, in Zusammenarbeit mit Chuang Se-Lien und Martin Stepanek (2009)[5]
- Alpenglow VNM_1.Satz – audiovisuelle Interaktion – zeitgenössisches Improvisationskonzept mit algorithmischer Elektronik und Videoprojektion, in Zusammenarbeit mit Chuang Se-Lien und Martin Stepanek (2010)[5]
- Momentum Leeds – audiovisuelle Echtzeit-Transformation, in Zusammenarbeit mit Chuang Se-Lien (2012)[5]
- SpectraSonic Trombones – audiovisuelle Echtzeit Komposition / Improvisation, in Zusammenarbeit mit Chuang Se-Lien (2012)[5]
- in and out – for Menai Singing Bridge, in Zusammenarbeit mit Chuang Se-Lien (2012)[5]
- Momentum NOVARS – audiovisuelle interaktive Aufführung, in Zusammenarbeit mit Chuang Se-Lien (2013)[5]
- Momentum NYCEMF – audiovisuelle interaktive Aufführung, in Zusammenarbeit mit Chuang Se-Lien (2014)[5]
- Momentum Boston – audiovisuelle interaktive Aufführung, in Zusammenarbeit mit Chuang Se-Lien (2014)[5]
- Momentum nyc – audiovisuelle interaktive Aufführung, in Zusammenarbeit mit Chuang Se-Lien (2015)[5]
- Momentum Seppo – audiovisuelle interaktive Aufführung, in Zusammenarbeit mit Chuang Se-Lien (2015)[5]
- Momentum LSU – audiovisuelle interaktive Aufführung, in Zusammenarbeit mit Chuang Se-Lien (2015)[5]
- Momentum Double Fancy – audiovisuelle Echtzeit-Transformation für Viola, iPad und Klavier, in Zusammenarbeit mit Chuang Se-Lien (2015)[5]
- You can leave the Capsule, David – für präpariertes Klavier, Bassblockflöte, Stimme, mehrkanalige live-Elektronik, in Zusammenarbeit mit Agnes Heginger (vocal) und Se-Lien Chuang (2016)[5]
- Enhanced Phenotype_Figura – interaktive Partitur (iScore) für multiple Computer und Ensemble, in Zusammenarbeit mit Chuang Se-Lien (2017)[5]

### Solomusik
- Stück für Klavier (1985)[5]
- Etüde für Stille und Cello (1990)[5]
- Echinea... – Solo für Violoncello (2000)[5]
- Ashley Avenue – algorithmische Komposition, Solo für Klavier (2008)[5]
- Partly Ashley – algorithmische, pulsare Komposition, Solo für Violine (2013)[5]
- Dimidem – Minimal music für Viola solo (2013)[5]